# Aeroportul Omar N Bradley
Aeroportul Omar N Bradley (IATA: MBY, ICAO: KMBY, FAA LID: MBY) este un aeroport din Missouri, Statele Unite ale Americii.
Situat la o altitudine de 264,13968 m, aeroportul dispune de 2 piste.

## Infrastructură

### Piste
Aeroportul dispune de 2 piste. Pista 05/23 are suprafața de beton și dimensiunile 3.349 picioare × 60 picioare. Pista 13/31 are suprafața de asfalt și dimensiunile 5.001 picioare × 100 picioare. 